# Houston Person
Houston Person (* 10. listopadu 1934 Florence, Jižní Karolína) je americký jazzový saxofonista. Ještě předtím, než se začal učit na saxofon, hrál na klavír. V šedesátých letech působil v kapele varhaníka Johnnyho „Hammond“ Smithe. Své první album jako leader vydal v roce 1966 u vydavatelství Prestige Records a neslo název Underground Soul!. Během své kariéry spolupracoval s mnoha dalšími hudebníky, mezi které patří Gene Ammons, Shirley Scott, Ron Carter, Cedar Walton, Joey DeFrancesco nebo Horace Silver.